# Julián Miralles
Julián Miralles Caballero (Alberic, 18 settembre 1965) è un pilota motociclistico spagnolo ritiratosi dall'attività agonistica.

## Carriera

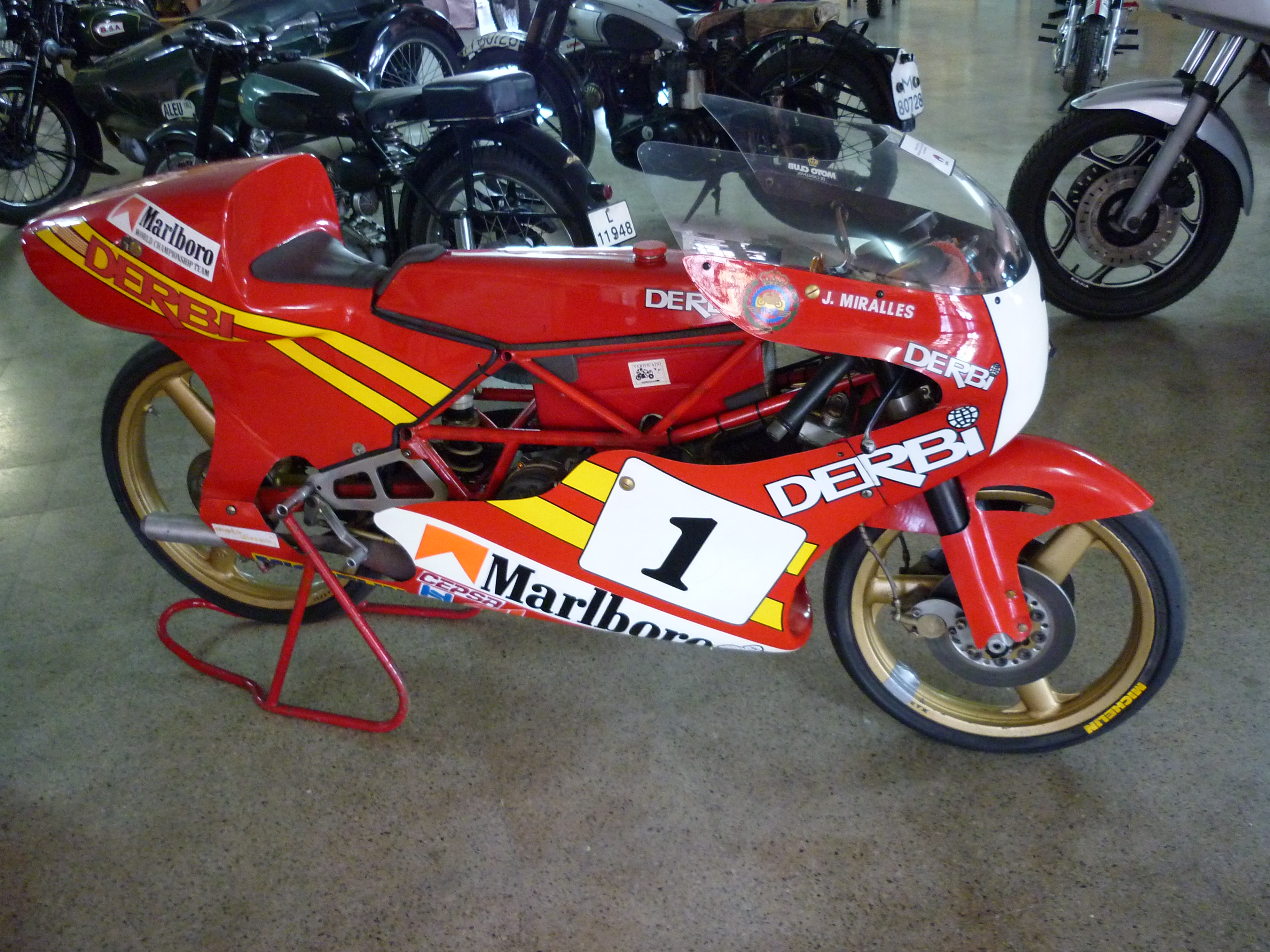
La Derbi 80 con cui Miralles ha ottenuto il titolo europeo del 1987.

Anche suo figlio, Julián Miralles Rodríguez, è stato pilota motociclistico professionista nel motomondiale.
Debutta nel motomondiale nel 1985, quando ottiene il 22º tempo nelle prove di qualificazione al GP di Spagna, ma non prende parte alla gara domenicale.
Il suo primo successo in campo internazionale è stato il titolo nel campionato Europeo Velocità della classe 80 nel 1987 in sella ad una Derbi. Nello stesso ottiene i suoi primi punti iridati e il primo podio nel motomondiale in occasione del GP di Spagna.
La sua miglior stagione è stata quella del 1988 quando, gareggiando in classe 125 in sella ad una Honda, ha ottenuto 5 piazzamenti sul podio e il quarto posto in classifica generale.
Anche dopo il ritiro dalle competizioni, avvenuto al termine del motomondiale 1994, è rimasto nell'ambiente motociclistico, arrivando a dirigere la scuola piloti presso il Circuito di Valencia.
Nel 2002 ha fondato il MIR Racing, team motociclistico con cui hanno gareggiato vari piloti spagnoli, tra cui suo figlio stesso.

## Risultati nel motomondiale

### Classe 80
| 1985 | Classe | Moto  |    |    |  |  |    |  |  |    |  |    |    |  |  |  |  | Punti | Pos. |
| ---- | ------ | ----- | -- | -- |  |  | -- |  |  | -- |  | -- | -- |  |  |  |  | ----- | ---- |
| 1985 | 80     | Derbi | NE | NP |  |  | NE |  |  | NE |  | NE | NE |  |  |  |  | 0     |      |

| 1986 | Classe | Moto       |     |  |  |  |  |  |    |    |  |    |  |  |  |  |  | Punti | Pos. |
| ---- | ------ | ---------- | --- |  |  |  |  |  | -- | -- |  | -- |  |  |  |  |  | ----- | ---- |
| 1986 | 80     | Huvo Casal | Rit |  |  |  |  |  | NE | NE |  | NE |  |  |  |  |  | 0     |      |

| 1987 | Classe | Moto  |    |   |  |  |  |  |   |    |  |    |  |  |   |    |    | Punti | Pos. |
| ---- | ------ | ----- | -- | - |  |  |  |  | - | -- |  | -- |  |  | - | -- | -- | ----- | ---- |
| 1987 | 80     | Derbi | NE | 3 |  |  |  |  | 5 | NE |  | NE |  |  | 9 | NE | NE | 18    | 10º  |

| 1989 | Classe | Moto  |    |    |    |  |  |  |    |   |   |    |    |    |    |  |    | Punti | Pos. |
| ---- | ------ | ----- | -- | -- | -- |  |  |  | -- | - | - | -- | -- | -- | -- |  | -- | ----- | ---- |
| 1989 | 80     | Derbi | NE | NE | NE |  |  |  | NE | 4 | 4 | NE | NE | NE | NE |  | NE | 26    | 12º  |

| Legenda | 1º posto        | 2º posto            | 3º posto            | A punti      | Senza punti        | Grassetto – Pole position Corsivo – Giro più veloce |
| Legenda | Gara non valida | Non qual./Non part. | Ritirato/Non class. | Squalificato | '-' Dato non disp. | Grassetto – Pole position Corsivo – Giro più veloce |

### Classe 125
| 1988 | Classe | Moto  |    |    |   |    |    |   |    |     |   |     |    |   |   |   |    | Punti | Pos. |
| ---- | ------ | ----- | -- | -- | - | -- | -- | - | -- | --- | - | --- | -- | - | - | - | -- | ----- | ---- |
| 1988 | 125    | Honda | NE | NE | 2 | NE | 15 | 2 | 12 | Rit | 3 | Rit | 11 | 4 | 3 | 2 | NE | 104   | 4º   |

| 1989 | Classe | Moto  |     |   |    |   |   |   |   |    |   |   |     |    |     |    |    | Punti | Pos. |
| ---- | ------ | ----- | --- | - | -- | - | - | - | - | -- | - | - | --- | -- | --- | -- | -- | ----- | ---- |
| 1989 | 125    | Derbi | Rit | 6 | NE | 7 | 5 | 3 | 2 | NE | 3 | 4 | Rit | 16 | Rit | NQ | NE | 90    | 8º   |

| 1990 | Classe | Moto     |     |    |   |     |     |    |     |     |   |    |   |   |    |     |    | Punti | Pos. |
| ---- | ------ | -------- | --- | -- | - | --- | --- | -- | --- | --- | - | -- | - | - | -- | --- | -- | ----- | ---- |
| 1990 | 125    | JJ-Cobas | Rit | NE | 6 | Rit | Rit | 10 | Rit | Rit | 5 | 20 | 9 | 9 | SQ | Rit | 11 | 46    | 13º  |

| 1991 | Classe | Moto     |    |    |    |    |    |     |    |    |    |     |    |    |     |    |  | Punti | Pos. |
| ---- | ------ | -------- | -- | -- | -- | -- | -- | --- | -- | -- | -- | --- | -- | -- | --- | -- |  | ----- | ---- |
| 1991 | 125    | JJ Cobas | 24 | 17 | NE | 14 | 17 | Rit | 16 | 10 | 16 | Rit | 14 | 17 | Rit | NE |  | 10    | 27º  |

| 1992 | Classe | Moto  |     |     |    |     |     |    |    |    |    |     |    |     |  |  |  | Punti | Pos. |
| ---- | ------ | ----- | --- | --- | -- | --- | --- | -- | -- | -- | -- | --- | -- | --- |  |  |  | ----- | ---- |
| 1992 | 125    | Honda | Rit | Rit | 16 | Rit | Rit | 17 | 13 | 17 | 16 | Rit | 15 | Rit |  |  |  | 0     |      |

| 1993 | Classe | Moto  |    |     |     |    |    |    |     |     |     |     |     |     |    |     |  | Punti | Pos. |
| ---- | ------ | ----- | -- | --- | --- | -- | -- | -- | --- | --- | --- | --- | --- | --- | -- | --- |  | ----- | ---- |
| 1993 | 125    | Honda | 15 | Rit | Rit | 13 | 18 | 28 | Rit | Rit | Rit | Rit | Rit | Rit | 20 | Rit |  | 4     | 31º  |

| Legenda | 1º posto        | 2º posto            | 3º posto            | A punti      | Senza punti        | Grassetto – Pole position Corsivo – Giro più veloce |
| Legenda | Gara non valida | Non qual./Non part. | Ritirato/Non class. | Squalificato | '-' Dato non disp. | Grassetto – Pole position Corsivo – Giro più veloce |

### Classe 500
| 1994 | Classe | Moto       |    |     |    |    |    |    |    |     |  |  |  |  |  |  |  | Punti | Pos. |
| ---- | ------ | ---------- | -- | --- | -- | -- | -- | -- | -- | --- |  |  |  |  |  |  |  | ----- | ---- |
| 1994 | 500    | ROC Yamaha | 21 | Rit | 24 | 15 | 18 | 13 | 13 | Rit |  |  |  |  |  |  |  | 7     | 24º  |

| Legenda | 1º posto        | 2º posto            | 3º posto            | A punti      | Senza punti        | Grassetto – Pole position Corsivo – Giro più veloce |
| Legenda | Gara non valida | Non qual./Non part. | Ritirato/Non class. | Squalificato | '-' Dato non disp. | Grassetto – Pole position Corsivo – Giro più veloce |